# Прямая и явная угроза (роман)
Прямая и явная угроза  (в др. переводе «Реальная угроза») — роман в жанре политического триллера американского писателя Тома Клэнси. Опубликован 17 августа 1989 года. Прямой сиквел романа «Кремлёвский кардинал». В романе повествуется о борьбе американских спецслужб с колумбийским наркокартелем. Роман был экранизован в 1994 году
Роман рассматривается в жанре антиутопии. Присутствует тема злоупотребления политической и военной властью и показывает опасность засилья правительственной бюрократии с повальной безответственностью чиновников за действия считающимися нелегальными в демократическом обществе. Книга вышла во время скандала «Иран — контрас», в романе прослеживаются некоторые параллели с этим скандалом. Также война с наркотиками находилась в центре внимания во время публикации книги. В романе выдвигается мысль, что война с наркотиками, считающаяся серьезной проблемой во время публикации книги, развращает правоохранительные органы, и что в этой борьбе соблюдается статус-кво.

## Описание сюжета
Приближаются выборы президента США. Надеясь опередить своего влиятельного соперника губернатора штата Огайо Роберта Фаулера, президент по совету советника по национальной безопасности вице-адмирала Каттера отдаёт приказ об операции «Речной пароход». Четыре группы отборных солдат мексиканского происхождения, набранные в дивизиях лёгкой пехоты  высаживаются в джунглях Колумбии и ведут наблюдение за тайными аэродромами наркокартелей, сообщая о вылетах самолётов набитых наркотиками, после чего американские истребители сбивают их или вынуждают сесть на аэродроме, контролируемом американскими спецслужбами.
Корвет Береговой охраны США «Панаш» задерживает в Карибском море яхту и арестовывают двух оказавшихся на борту преступников, моряки подозревают, что они зверски убили  владельца яхты и его семью, изнасиловали его жену и дочь. Изобразив «заседание военного трибунала» и последующее «повешение» одного из пиратов, экипаж корвета выбивает показания из второго пирата. Изучив данные, собранные погибшим владельцем яхты, ФБР начинает операцию «Тарпон», арестовывая счета наркокартеля, на которых содержится примерно 650 млн. долларов. Наркомафия убивает сержанта полиции, помогавшего картелю и не заметившего компрометирующие материалы при обыске. Пиратам грозит смертная казнь. Матросы «Панаша» выбалтывают в баре про свою уловку адвокату пиратов, который переоделся в писаря Береговой охраны. Явившись к прокурору адвокат показывает запись разговора и приходит к сделке с обвинением, но пираты отвергают её, заявляя о своей невиновности, адвокат и прокурор готовятся к эпической битве в зале суда. Секретарь суда рассказывает о связи пиратов с убийством сержанта полиции, в ответ полицейские подговаривают двух рецидивистов, братьев Паттерсон и они, в обмен на исчезновение улик по их делу, убивают двоих пиратов.
Сотрудник безопасности наркомафии, бывший офицер кубинских спецслужб Кортес под видом колумбийского бизнесмена вступает в связь с секретаршей директора ФБР Джейкобса, выведывая у неё информацию о планах высшего руководства по борьбе с картелем. Однако к его негодованию Джейкобса, посла США в Колумбии и колумбийского генпрокурора убивают по приказу главы наркомафии Энрике Эскобедо. Убедившись в глупости Эскобедо, Кортес строит планы по его свержению. Президент, разъярённый гибелью посла и директора ФБР, требует усилить борьбу с наркокартелем. Американцы наносят авиаудар по поместью одного из предводителей картеля, уничтожив всех лидеров собравшихся на совещание, кроме опоздавшего Эскобедо. Получив новый приказ, отряды пехотинцев в джунглях Колумбии переходят от наблюдения за аэродромами к нападениям на пункты переработки листьев коки, убивая людей картеля и сами несут первые потери. Осмотрев место одного из боёв, Кортес догадывается о принадлежности нападавших и тайно встречается с Каттером. Кортес угрожает обнародовать информацию об участии американцев, обещая в случае удовлетворения его требований повышение розничной цены на наркотики, что станет свидетельством успеха борьбы правительства с наркомафией. Агентам ФБР удаётся записать их разговор. Каттер соглашается, ликвидирует спутниковую связь с диверсантами, сообщает картелю информацию о районах их действия. Кортес высылает крупные отряды бойцов по следу американцев, те вступают в неравные бои с преследователями. Агент ЦРУ Кларк вступает в контакт с одной из групп, им удаётся захватить Кортеса и Эскобедо.
Капитан Робби Джексон догадывается о американской операции и сообщает об утечке информации своему другу Джеку Райану, исполняющего обязанности тяжело больного замдиректора ЦРУ по разведке адмирала Грира. Райан при поддержке моряков «Панаша», вертолётчиков Сил специальных операций и Кларка проводит операцию по эвакуации пехотинцев из Колумбии. Кортеса выдают кубинцам. Кларк угрожает Каттеру пожизненным заключением и тот бросается под колёса грузовика. Фаулер побеждает на выборах.

## Отзывы
3 сентября 1989 года роман занял первое место в списке бестселлеров газеты The New York Times  и оставался на этом месте в течение нескольких лет Роман стал бестселлером 1980х, было продано 1.625.544 экземпляров в жёсткой обложке.
Книга получила широкое одобрение критиков. Газета The Washington Post отозвалась о романа с похвалой  как о «зажигательном приключении» и о «блестящем хорошем повествовании». Газета The New York Times отметила в своём обзоре: «Вопросы, поднятые в книге реальны и на шаг опережают заголовки». Журнал Publishers Weekly отозвался о книге, как о лучшей работе Клэнси после романа Охота за «Красным Октябрём».
Дэвид Ступич поставил роман на пятое место в своей газете The Milwaukee Journal.

## Экранизация
3 августа 1994 года вышел фильм-экранизация романа. Харрисон Форд сыграл роль Джека Райана, как и в предыдущем фильме «Игры патриотов» (1992), Уиллем Дефо сыграл роль агента Кларка. Фильм получил положительные отзывы.  Сайт Rotten Tomatoes дал ему рейтинг 80% на основании 40 обзоров. Фильму сопутствовал и финансовый успех, кассовые сборы составили свыше 200 миллионов $.